# Van Nelle

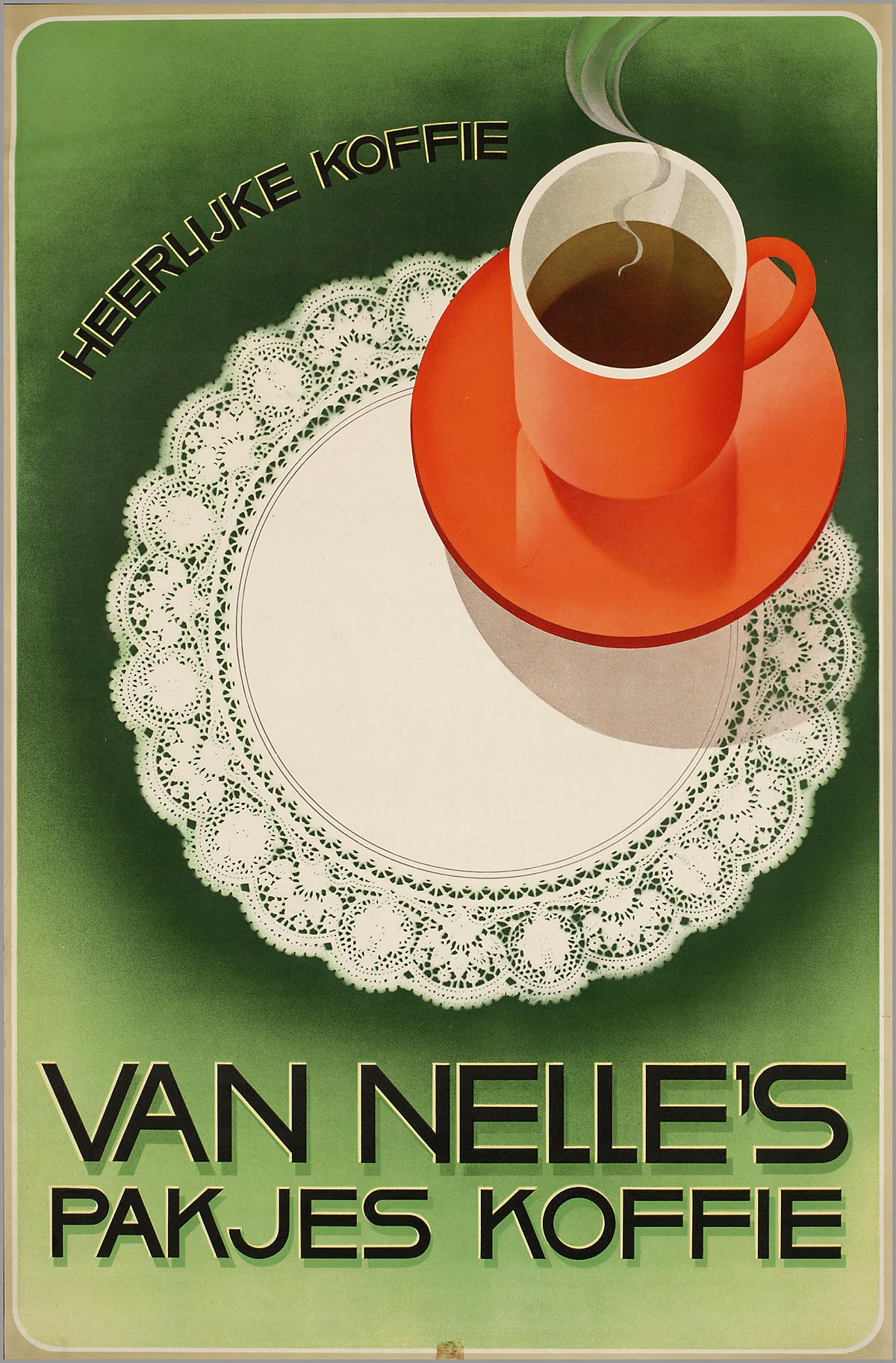
Advertentie ca. 1930

Van Nelle was een Rotterdamse fabrikant van shag, sigaretten, koffie en thee. 

## Geschiedenis

### Ontstaan en opkomst
In 1782 begonnen Johannes van Nelle en zijn vrouw Hendrica een winkel in koffie, thee en tabak aan de Leuvehaven in Rotterdam. Na het overlijden van Johannes van Nelle in 1811 zette zijn weduwe de winkel voort. In 1813 overleed ook de weduwe. Zoon Johannes van Nelle jr. en zijn zwager Abraham Goedkoop zetten de zaak voort onder de naam De Erven de Wed. J. van Nelle. Na de dood van Johannes van Nelle jr. nam de familie Van der Leeuw in 1837 een aandeel in de firma. Vanaf 1845 was Van Nelle in zijn geheel in handen van de familie Van der Leeuw.
Jacobus Johannes van der Leeuw bouwde het bedrijf tussen 1837 en 1881 uit. Hij legde wereldwijde handelscontacten, stichtte eigen plantages in Nederlands-Indië en bouwde de winkel uit tot een fabriek voor het branden van koffie en het verwerken van tabak en thee. Rond de eeuwwisseling werden koffie en thee steeds belangrijker. Het ging Van Nelle dan ook voor de wind. Het bedrijf onderscheidde zich door een geheel eigen aanpak, met aansprekende reclamefiguren als Piggelmee. De periode rond de Tweede Wereldoorlog was moeilijk voor Van Nelle. Maar vanaf de jaren vijftig ging het onder de leiding van directeur J.P. Coelingh weer beter. De introductie van de eerste versgemalen vacuümverpakte koffie onder de naam Supra in 1962 heeft hier in belangrijke mate aan bijgedragen.

### De fabriek

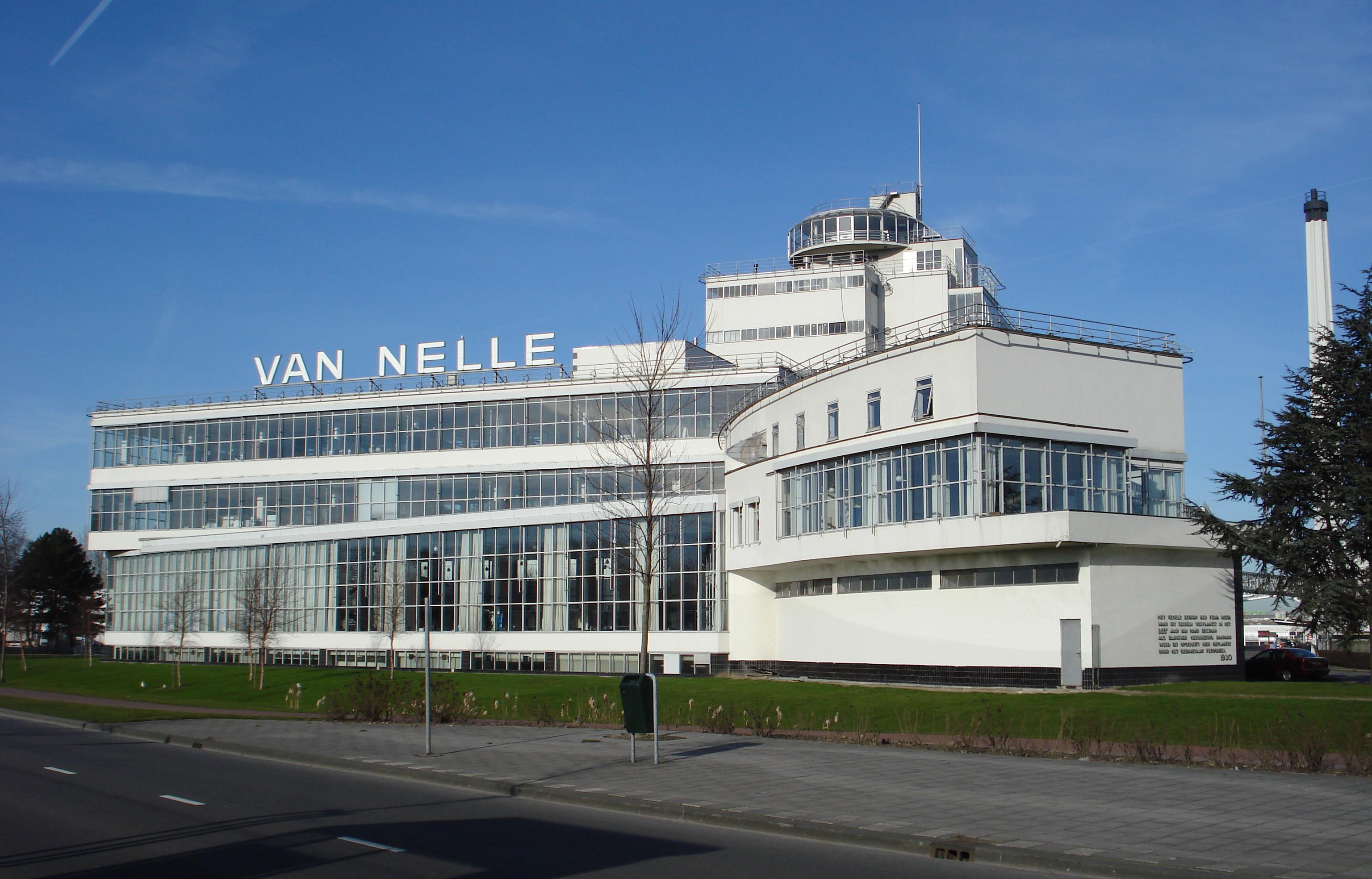
De Van Nelle-fabriek te Rotterdam

In 1916 kocht de firma Van Nelle een terrein langs de Schie in de toenmalige gemeente Overschie. Hier werd onder leiding van Cees van der Leeuw de wereldberoemde Van Nellefabriek gebouwd door J.A. Brinkman en L.C. van der Vlugt. Deze fabriek werd het schoolvoorbeeld van het nieuwe bouwen en is gebouwd tussen 1927 en 1929.

### Einde van het bedrijf
Op 1 oktober 1954 trok de laatste Van der Leeuw zich terug uit de directie. Van Nelle werd toen een naamloze vennootschap. In 1977 verwierf het Amerikaanse Standard Brands na een jarenlange samenwerking alle aandelen van Van Nelle. In 1985 werd het bedrijf - door een zogenaamde managementbuy-out - weer geheel zelfstandig. In 1989 werd Van Nelle overgenomen door concurrent Sara Lee/Douwe Egberts. Douwe Egberts sloot alle productiefaciliteiten en reduceerde Van Nelle tot een merknaam.
In 1998 heeft de Engelse firma Imperial Tobacco de shag- en sigarettenafdeling overgenomen, waarna de vestigingen in Drachten en Meppel gesloten werden. De eigenaar veranderde in 2016 zijn bedrijfsnaam naar Imperial Brands.

## Herbestemming van de fabriek
Inmiddels is de Van Nellefabriek herbestemd en huisvest deze naast een groot vergader-, congres- en evenementencentrum meer dan honderd bedrijven op het terrein.
Het gebouw werd in juni 2014 tijdens de 38e sessie van de UNESCO Commissie voor het Werelderfgoed erkend als monument van cultureel werelderfgoed en toegevoegd aan de werelderfgoedlijst.